# Sten Graffman
Sten Otto Graffman, född 28 mars 1934 i Stockholm, är en svensk läkare och docent.
Sten Graffman genomgick medicinutbildning och fick sin läkarlegitimation 1963. Han var verksam vid Onkologiska kliniken på Akademiska sjukhuset i Uppsala varefter han kom till Lund i mitten av 1980-talet. Där var han klinikchef 1989–1998 och var i sitt arbete särskilt inriktad mot strålbehandling. En modernisering av radioterapin skedde under hans tid som chef där. Graffman är docent vid Onkologiska kliniken på Universitetssjukhuset i Lund.
Han är son till hovrättslagmannen Gösta Graffman och Gunhild Josephson samt bror till Göran Graffman och Anita Graffman.